# Hanguk Kiwon
La Hanguk Kiwon (hangeul : 한국기원, hanja : 韓國棋院) est la fédération coréenne de jeu de go. Elle a été fondée en novembre 1945 par Cho Namchul, qui avait étudié le go au Japon avec Kitani Minoru.
À l'époque, la plupart des joueurs coréens jouaient au go de style sunjang, en plaçant en début de partie 16 pierres sur le plateau (huit blanches et huit noires) suivant un motif déterminé. Cho Namchul savait de son expérience au Japon que les joueurs de go modernes commençaient la partie sur un goban vide, et un de ses objectifs était de convaincre les joueurs coréens d'adopter ce style « moderne. »
La Hanguk Kiwon est la fédération coréenne de go qui regroupe les joueurs professionnels en Corée du Sud. Elle délivre également des diplômes pour les forts joueurs amateurs, et organise les compétitions professionnelles. Les joueurs coréens se sont imposés dans les compétitions internationales depuis le début des années 90. Ils ont renouvelé le style de jeu, plus combatif, et inventé de nombreux josekis.